# NGC 2608
NGC 2608 è una galassia a spirale barrata situata nella costellazione del Cancro, a una distanza di circa 115 milioni di anni luce dalla nostra Via Lattea.

## Scoperta
La galassia è stata scoperta il 12 marzo 1785 dall'astronomo britannico di origine tedesca William Herschel.

## Descrizione
NGC 2608 ha una classe di luminosità II e presenta una larga riga a 21 cm dell'idrogeno neutro.
La galassia è inserita nell'Atlas of Peculiar Galaxies di Halton Arp con il codice ARP 12. Arp annota che la galassia sembra avere un nucleo doppio o che ci sia una stella sovrapposta nell'immagine, come confermato dalle immagini riprese con le moderne attrezzature.

## Supernove
All'interno di NGC 2608 sono state scoperte due supernove: SN 1920A e SN 2001bg.

### SN 1920A
La supernova è stata scoperta il 1 marzo 1920 dall'astronome tedesco Max Wolf. Non è stata determinata la tipologia a cui apparteneva la supernova.

### SN 2001bg
La supernova è stata scoperta l'8 maggio 2001 dall'astronomo amatoriale britannico Tom Boles. La supernova è stata classificata di tipo Ia.